# Ramón de la Huerta Posada
Ramón de la Huerta Posada (Llanes, 1834-Madrid, 1908) fue un escritor, periodista y funcionario español.

## Biografía
Nacido el 29 de enero de 1834 en el concejo asturiano de Llanes, fue funcionario administrativo y escritor. Colaboró en Madrid en los periódicos El Álbum Ibero-Americano, El Correo de la Moda, El Día, El Popular, La Abeja, La Canastilla de la Infancia, La España Literaria, La Gran Moda, La Ilustración Española y Americana, La Moda Elegante y La Voz de la Caridad, además de en otros «de provincias» como El Eco de la Mancha de Ciudad Real, El Fomento de Torrelavega, El Oriente de Asturias de Llanes, Campos y El Ebro de Reinosa, El Duente, El Norte de Castilla y Ecos Escolares de Valladolid, y El Centinela de Asturias, El Faro Asturiano, El Fomento y la Revista de Asturias de Oviedo. Falleció en 1908 en Madrid.